# Погонофори
Погонофо́ри (лат. Pogonophora) — червоподібні морські тварини, що живуть на великих глибинах (від 2 000 до 9 000 метрів). 

## Загальні відомості
Вперше знайдені у водах Індонезії[джерело?], науково описані лише у 1914 році французьким зоологом Морисом Коллері[джерело?]. Першу погонофору у радянських водах виявила в Охотському морі радянська океанографічна експедиція 1932 року[джерело?]. Пізніше радянський зоолог А. В. Іванов описав відкриті ним нові види погонофор. 1955 року ;Іванов виділив погонофор у самостійний тип.
Погонофори — дуже своєрідні форми. Їх довге тіло вміщено в захисну трубку завдовжки близько 1,5 м, з якої може висовуватися передній кінець тварин. Тіло погонофор складається з трьох сегментів[джерело?]. Передній відділ має багато щупальців. У цьому відділі розташовано примітивний головний мозок, від якого відходить спинний нервовий стовбур.

Коли в двадцятому сторіччі було відкрито цих велетенських сидячих хробаків, багато вчених висловили припущення, що ці тварини можуть бути «маркерами» підводних нафтових родовищ. Ця гіпотеза підтвердилася під час проекту «Перепис морського життя», що відбувався з 2000 до 2010 року.
У Мексиканській затоці було виявлено глибинне поселення погонофор; дослідники за допомогою роботизованої руки батискафа відірвали декількох із них, і їхньому подиву не було меж — із присоска тварини й отвору в ґрунті полилася нафта[джерело?]. Виходить, що ці дивні істоти справді селяться прямо над нафтовими родовищами.

## Кровоносна система
Замкнена; примітивне серце лежить на черевному боці першого сегмента.

## Травна система
Рота і кишечника немає. Поживні часточки захоплюються щупальцями, і виділюваними ними ж ферментами перетравлюються поза тілом[джерело?]. Перетравлена пожива всмоктується також через щупальці, які служать і органом дихання.

## Статева система
Роздільностатеві. Гонади лежать у задньому сегменті.

## Класифікація
Родина включає наступні роди[джерело?]:
- Osedax
- Frenulata
  - Birsteinia
  - Bobmarleya[1]
  - Choanophorus
  - Crassibrachia
  - Cyclobrachia
  - Diplobrachia
  - Galathealinum
  - Heptobrachia
  - Lamellisabella
  - Nereilinum
  - Oligobrachia
  - Paraescarpia[2]
  - Polybrachia
  - Siboglinoides
  - Siboglinum
  - Siphonobrachia
  - Spirobrachia
  - Unibrachium
  - Volvobrachia
  - Zenkevitchiana
- Sclerolinum
- Vestimentifera
  - Alaysia
  - Arcovestia
  - Escarpia
  - Lamellibrachia
  - Oasisia
  - Ridgeia
  - Riftia
  - Tevnia